# Армянский коньяк
Армянский коньяк (арм. Հայկական կոնյակ) или Арбун (Արբուն) — обобщающее наименование бренда спиртового напитка, производимого в Армении. Армянские коньяки во времена СССР занимали[где?] призовые, чаще первые места, за что получили известность во многих странах мира.
Решение правительства в 2010 году о введении нового слова «Арбун» в качестве нового товарного наименования для бренди преследует цель максимально разграничить понятия «Армянский коньяк» («Армянский бренди») от понятия «бренди». В действительности, согласно закону «Об алкогольных напитках, произведённых на основе виноградного сырья», категории абсолютно отождествлены, а именно — это напитки, отвечающие ряду производственных требований. В частности, это напитки, произведённые из выдержанных спиртов, полученных исключительно из определённых сортов винограда, произрастающего на территории Армении и бутилированных в Армении.
Большинство известных марок армянского коньяка (то есть подвиды бренда Арарат; Ани, Ахтамар, Наири и др.) сейчас производится Pernod Ricard Armenia, подразделением французского концерна Pernod Ricard.

## История

### Легенды Арарата
Согласно одной из легенд, к горе Арарат во время Всемирного потопа причалил Ковчег Ноя. Отправленный на поиски земли голубь вернулся к нему с оливковой ветвью. Когда воды схлынули, Ной спустился с горы и стал жить в долине. Библейский патриарх, которому было тогда шестьсот лет, вместе с сыновьями разбил виноградники у подножия Арарата, — считается, что человечество познало вкус вина, когда Ной впервые распробовал дар араратской лозы.
Армения — страна с древнейшей традицией выращивания винограда. Археологические раскопки свидетельствуют, что виноделием и виноградарством на территории современной Армении занимались примерно с XV века до нашей эры. Упоминания о том, что из региона в соседние страны для продажи вывозили прекрасные вина, можно найти у древнегреческих историков Геродота, Ксенофонта, Страбона.
В настоящее время для нужд производства бренди в Армении выращивают несколько основных сортов винограда: четыре армянских — мсхали, гаран дмак, воскеат, кангун и грузинский — знаменитый ркацители. Раньше ягоды смешивали, а сок перегоняли для получения виноградного спирта. Теперь перегонка осуществляется строго по сортам.

### Первый коньячный завод в Армении
Коньячное производство в Армении было основано в 1887 году купцом первой гильдии Нерсесом Таиряном в Ереване на первом винодельческом заводе, построенном десятью годами раньше на территории бывшей Эриванской крепости. На усовершенствованном заводе были установлены два огневых перегонных аппарата для выкурки коньячного спирта.
Выкурка и непосредственно изготовление коньяка производились по классической французской технологии, так как французские коньяки, к тому времени имевшие практически 150-летнюю историю, уже снискали заслуженную славу и популярность.
В 1899 году в связи с трудностью перевозки готовой продукции (тогда на территории Армении ещё не было железной дороги) Нерсес Таирян, будучи уже в пожилом возрасте, продал завод крупному российскому торгово-промышленному товариществу «Н. Л. Шустов и сыновья».

### Шустовы и армянский коньяк

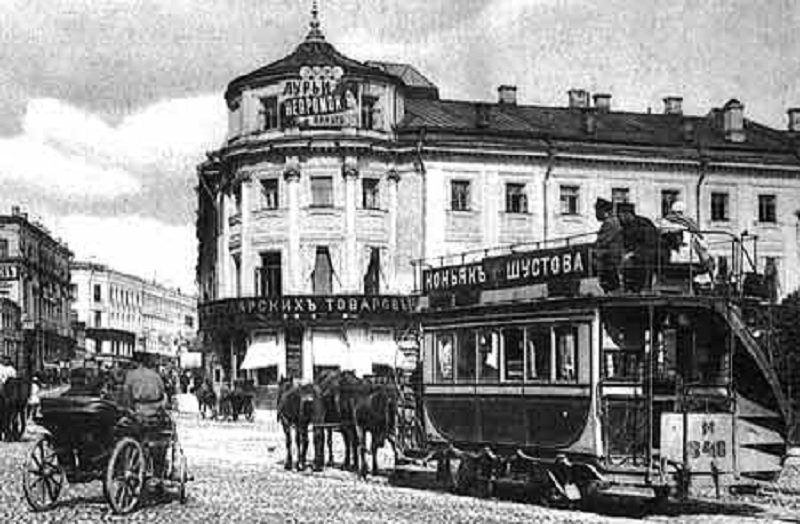
Реклама коньяка Шустова на конке, Москва

В период с 1893 по 1894 год в Ереване было построено ещё три новых коньячных завода, а в 1914 году число коньячных заводов Армении дошло до 15. Самым крупным был коньячный завод, купленный Шустовыми у Таиряна. Главным виноделом вплоть до 1947 года и первым управляющим коньячного завода стал Кирилл Григорьевич Сильченко. Под руководством Сильченко К. Г. были созданы такие марки коньяков, как «Праздничный», «Юбилейный» и т. д. Развитие коньячного завода Шустовых шло весьма быстрыми темпами. Владельцы и их талантливый управляющий Мкртич Мусинян, который получил своё образование во французской школе виноградарства и виноделия (город Вреньё), поняли, что Араратская долина вполне подходит для выращивания винограда и развития виноделия и коньячного производства.
Коньячное предприятие Шустовых постоянно расширялось. Появились вспомогательные цеха и новые хранилища для выдержки коньячного спирта, был построен новый коньячный завод, на котором установили 12 перегонных аппаратов шарантского типа.
Первые дубовые бочки для армянского коньяка были завезены в Армению из Франции и до сих пор основные сорта коньяка выдерживаются именно в этих бочках. Видимо, французская технология изготовления коньяка и французское образование управляющего Мусиняна явились причиной качества армянских коньяков того времени. Выпускались коньяки «Фин-Шампань», «Фин-Шампань отборный», «Фин-Шампань лучший», «Экстра» и другие.

### После революции — трест Арарат
После революции предприятие Шустовых было национализировано правительством первой Республики Армении, и завод возродился под названием Винно-коньячный трест «Арарат». Классическая технология, правильное сочетание высококачественных местных сортов винограда гаран дмак, чилар, воскеат, выращенных в благоприятных климатических условиях Араратской равнины, в советские времена обеспечили популярность армянскому коньяку. Армянские коньяки котировались в СССР. К концу сороковых годов тресту «Арарат» стало тесновато на территории старых заводов и цехов, и объединённые коньячный цех и цех выкурки спирта в 1953 году «переехали» на вновь построенный специально для производства коньяка завод (Ереванский коньячный завод). Головной завод занимал восемь с половиной гектаров в самом центре Еревана.
В связи с ростом сырьевой базы и необходимостью расширения коньячного производства в те времена практически все армянские винные заводы обязали производить выкурку спирта.
По итогам первого полугодия 2010 года в Россию ввезено порядка 3.9 млн литров армянского коньяка, что на 34 % больше аналогичного периода 2009 года.
В августе 2024 года в результате совместного исследования международной ассоциации «Антиконтрафакт» и Союза производителей коньяка, спирта и алкогольной продукции выяснилось, что почти 90% армянских коньяков, продаваемых в российских магазинах, являются небезопасными, в то же время почти половина продукции содержит невиноградные спирты. Для проведения исследования были приобретены 200 образцов коньяка более 20 торговых марок от десяти крупнейших армянских производителей. Образцы были приобретены в магазинах большинства российских федеральных торговых сетей и передавались в независимую лабораторию Всероссийского НИИ пивоваренной, безалкогольной и винодельческой промышленности для анализа.

## Стандартизация
До 1999 года армянский коньяк изготавливался согласно советскому ГОСТу, в котором не было дано чёткого определения продукта под названием «Армянский коньяк». ГОСТ имел расплывчатые формулировки, и с его помощью было практически невозможно определить, какой напиток является подделкой, а какой — нет. Кроме того, товарные знаки армянского коньяка не были зарегистрированы и свободно использовались производителями даже за пределами Армении.
1 мая 1999 года вступил в действие Стандарт Республики Армения по производству армянского коньяка, разработанный по инициативе Ереванского коньячного завода. Новый Стандарт законодательно закрепил важнейшие параметры армянского коньяка: армянский коньяк должен быть изготовлен из виноградных спиртов, произведённых из выращенного в Армении винограда.
Правительство Армении в июне одобрило финансовое соглашение с ЕС, предусматривающее предоставление Еревану 3 миллионов евро в рамках процесса плавного отказа от географического указания «коньяк» для армянской алкогольной продукции. Реализуемая с ЕС программа предусматривает разработку нового наименования для армянского коньяка, его рекламу и маркетинг на внутреннем и традиционных внешних рынках. Отмечалось, что проект реализуется в соответствии с соглашением о всеобъемлющем и расширенном партнёрстве Армении с ЕС, подписанным в 2017 году и окончательно вступившим в силу в марте 2021 года.

## Виды армянских коньяков
Производители армянского коньяка используют для маркировки своей продукции советскую классификацию выдержки. В зависимости от продолжительности и способов выдержки коньячных спиртов (в дубовых или эмалированных резервуарах, загруженных дубовой клёпкой), армянские коньяки делятся на: ординарные, марочные и коллекционные.

### Ординарные коньяки
Ординарные коньяки производят из коньячных спиртов, выдержанных не менее 3 лет, и подразделяют на следующие группы:
- Коньяк трёхлетний — из коньячных спиртов, выдержанных в дубовых бочках не менее 3 лет;
- Коньяк четырёхлетний — из коньячных спиртов среднего возраста выдержки не менее 4 лет;
- Коньяк пятилетний — из коньячных спиртов среднего возраста выдержки не менее 5 лет;

При этом, если в наименовании коньяка использованы звёздочки, то их количество должно соответствовать возрасту коньяка.

### Марочные коньяки
Марочные коньяки готовят из коньячных спиртов, выдержанных в дубовых бочках не менее 6 лет. Средний возраст спиртов, используемых для изготовления марочных коньяков, должен быть не менее возраста, установленного для коньяка данного наименования. Наименование и возраст марочных коньяков должны быть установлены в технических условиях на конкретный вид коньяка.

### Коллекционные коньяки
Коллекционные коньяки производят из марочных коньяков, дополнительно выдержанных не менее трёх лет в дубовых бочках. Для коллекционных коньяков сохраняют наименования марочных коньяков.

## Технология производства
Общие технические требования, которым должны соответствовать коньяки, после 1999 года также регламентируются Стандартом, и должны изготовляться по технологическим инструкциям с соблюдением санитарных норм и правил, утверждённых в установленном порядке.
По органолептическим показателям, таким, как прозрачность, цвет, вкус и букет, настоящий армянский коньяк должен соответствовать следующим требованиям: он прозрачный, с блеском, без посторонних включений и осадка, цветом от светло-коричневого до тёмно-коричневого, обладает вкусом и букетом, характерными для коньяка данного типа, без посторонних привкуса и запаха.
По физико-химическим показателям коньяки должны соответствовать множеству норм: так, объёмная доля этилового спирта должна быть не менее 40 %, массовая концентрация метилового спирта не должна превышать 20 мг/дм³, массовая концентрация сахаров — до 1,0 г/дм³; массовая концентрация меди — до 5,0 мг/дм³, а массовая концентрация железа — до 1,5 мг/дм³. При этом объёмная доля этилового спирта, массовая концентрация сахаров устанавливаются в технических условиях на конкретный вид коньяка.

### Сырьё для производства армянского коньяка
Стандарт Армении также описывает технические требования к сырью и материалам, применяемым для изготовления коньяков, и регламентирует требования к упаковке, маркировке, контролю качества, транспортировке и хранению продукции.
Для производства армянских коньяков используются главным образом аборигенные эндемические сорта винограда, произрастающие в Араратской долине — Воскеат, Гарандмак, Чилар, Мсхали, Кангун и Бананц, Кахет, Мехали.
Виноград для производства коньяка собирают в сентябре-октябре. Для успешной винификации виноградного сусла необходимо, чтобы содержание сахара в винограде не превышало 18-20 %, то есть грозди должны быть чуть недозрелыми.

### Процесс производства армянского коньяка

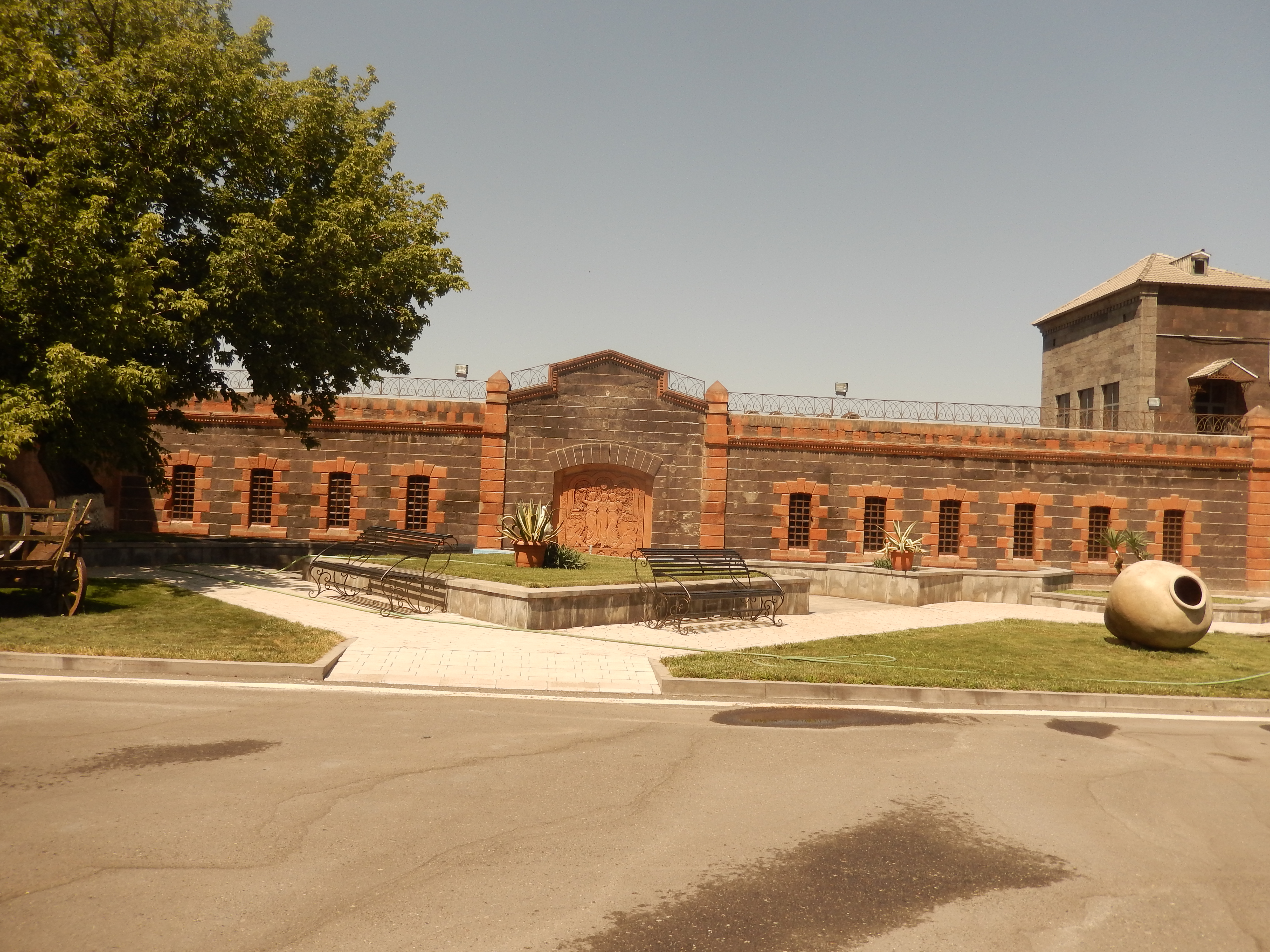
На территории завода Ной

Сам процесс производства армянского коньяка практически не отличается от классического французского.
Винификация длится от 7 до 10 дней по схеме белых вин (то есть без мацерации), но без применения сульфитации (то есть без стабилизации сернистой кислотой). В конце процесса винификации содержание сахара в виноматериале снижается до 0,3 % при спиртуозности 10-12 %.
Полученные в результате винификации виноматериалы направляют на дистилляцию. В Армении их перегонка на коньячный спирт производится на аппаратах двух систем:
- кубовых шарантского типа периодического действия (двойной сгонки);
- кубовых периодического действия системы Зорабяна (прямой сгонки).

Колонные установки непрерывного действия, популярные на некоторых российских коньячных заводах, ни одним ведущим армянским производителем не используются. Дело в том, что при использовании аппаратов периодического действия спирт получается менее очищенным от примесей, но более ароматичным, а при использовании аппаратов непрерывного действия коньячный спирт получается более чистый, но практически без содержания летучих веществ.
Полученный в результате дистилляции спирт выдерживается в дубовых бочках (для марочных и ординарных коньяков) или в эмалированных ёмкостях на дубовой клёпке (только для ординарных коньяков).
Чтобы экстракция танинных веществ происходила интенсивнее, после перегонки коньячный спирт обычно помещают сначала в новые (используемые в первый или второй раз) бочки. Через 4-6 месяцев молодой спирт переливают в ранее уже использовавшиеся бочки — в них экстракция идёт менее интенсивно.
Процесс выдержки спиртов для производства армянских коньяков длится минимум 3 календарных года.
На процесс выдержки большое влияние оказывает температурный режим — чем теплее в помещении, тем интенсивнее идёт процесс экстракции танинов. В цехах выдержки армянских производителей коньяка температура естественным образом меняется в широких пределах: летом здесь бывает довольно жарко, а зимой — холодно. Поэтому выдержка спиртов в условиях резко континентального климата Армении — зимние морозы, доходящие иногда до 20-25 °C, и сорокаградусная летняя жара, — придаёт им исключительную мягкость и гармоничность.
Коньяк появляется на свет в результате купажа — смешивания коньячных спиртов разного возраста в определённой пропорции.
После составления коньячным мастером рецептуры конкретного купажа начинается собственно купажирование. Его производят в специальном купажёре, представляющем собой вертикальный сосуд из нержавеющей стали, снабжённый люками и оснащённый системой мешалок и помп.
По определённой схеме к коньячным спиртам добавляются вода, сироп и колер, и весь этот «коктейль» перемешивается в течение нескольких часов.
Колер (фр. couleur — цвет) — это водный раствор (1:100) оттеночной сахарной патоки (фр. caramel), имеющий оттенок от яхонтового (рубинового) до тёмно-каштанового и аромат жжёного сахара. Варят колер в медных котлах на открытом огне при температуре 160—180 °C.
При изготовлении коньяка колер является обязательным компонентом, придающим конечному продукту блеск и цвет, а также дополняющим и «закрепляющим» аромат и вкус коньяка.
Особенность изготовления армянского коньяка заключается в воде, используемой при его изготовлении. Если в классическом французском производстве применяется только дистиллированная вода, то армянские производители делают коньяк на родниковой воде. Каждый армянский коньячный завод имеет закреплённые за ним родниковые источники и в соответствии с графиком купажирования доставляет воду на производство.
Вода для армянского коньяка содержит очень мало солей, но, тем не менее, подвергается деминерализации путём осмоса. Тем самым исключается выпадение осадка кальция в бутылках с готовым коньяком и увеличивается срок его годности.
Готовый купаж разливают по дубовым бочкам, где только что родившийся коньяк должен некоторое время «отдохнуть». Это необходимо для того, чтобы спирты ассимилировались, то есть притёрлись друг к другу, достигая тем самым максимального баланса, гармонии и ровного насыщенного оттенка.
Срок отдыха зависит от сорта коньяка: если для ординарных (три-пять лет) хватает трёх-шести месяцев, то более старый коньяк не трогают гораздо дольше. Например, коньяки десятилетнего возраста находятся на отдыхе от года до полутора лет (это решает коньячный мастер).
Отдыхают ординарные и марочные коньяки также в разных условиях. Марочные помещают в 400-литровые бочки, а ординарные — в специальные дубовые чаны объёмом до 35 тысяч литров либо в эмалированные ёмкости того же размера. Бочки для производства армянских коньяков изготавливают из кавказского дуба, произрастающего в Армении и в Нагорном Карабахе.
После окончания отдыха непосредственно перед розливом коньяк обрабатывают холодом (при этом в осадок выпадает мелкодисперсная взвесь, попадающая в спирты из дуба) и дважды фильтруют.

## Марки армянского коньяка
Наиболее известные на российском рынке марки армянского коньяка:
- «АрАрАт»: «3 звезды» (3 года), «5 звёзд» (5 лет), «Ани» (6 лет), «Отборный» (7 лет), «Ахтамар», «Юбилейный» и «Армения» (10 лет), «Двин» (50°, 10 лет), «Ереван» (57°, 10 лет, выпуск возобновлён в 2018 году), «Васпуракан» и «Праздничный» (15 лет), «Наири» (20 лет), «Эребуни» (30 лет)[8], «Киликия» (30 лет), «Ноев ковчег» (50 лет) (последние три вида коньяков — это аукционные коньяки, выпускаемые раз в 10 лет, — в свободную продажу не поступают. Причём в Ноев Ковчег при купаже входят коньячные спирты 100-летней выдержки) — производства Ереванского коньячного завода;
- «Иджеван» (IJEVAN): «Иджеван» (3, 5, 7 лет), «Назели» (3, 5 лет), «Премиум» (3,5,7 лет), «Вануи» (7 лет), «Иджеван ХО» (10 лет), «Старый Иджеван» (10 лет), «Арка» (15 лет), «Немрут» (20, 25, 30 лет), «Иджеван Special Edition» (22 года), «Царь Абгар» (40 лет) — производства Иджеванского винно-коньячного завода;
- «Арамэ» (3, 4, 5 лет), «Раздан» (6 лет), «Гюмри» (7 лет), «Анаит» (10 лет), «Маштоц» (15 лет), «Арамэ» (20 лет), «Паруйр Севак» (40 лет), «Комитас» (50 лет) — производства ЗАО «МАП»;
- «АРИНЕ» (3,4,5 лет), «АРИНЕ АРЮЦ» марочный (6,8,10 лет) — производства ООО Араратский коньячный завод «А. К. З.»;
- «Армаган» (3 и 5 лет), марочные коньяки «Ардар» (6 лет), «Маку» (7 лет), «Тавиш» (10 лет) созданы по заказу ООО «Русская винно-коньячная компания». Создание напитков было приурочено к 100-летию Араратского винного завода — предприятия, основанного купцом Шустовым в 1903 году.
- «Арменика» (3, 4, 5, 6 лет) — производства Араратский коньячный завод «А. К. З.»;
- «Армянский коньяк» (3, 4, 5 лет), «Меч Давида» (3, 5 лет), «Давид Бек» (6 лет), «Муса Лер» (7 лет) — производства ООО «Самкон»;
- «АРПИ» (3, 4, 5 лет), «Звартноц» (7 лет), «Аменак» (8 лет), «Асханаз» (10 лет) — производства ООО Араратский коньячный завод «А. К. З.»;
- «АРМАШ» (3, 5 лет) — производства ООО Араратский коньячный завод «А. К. З.»;
- «АПАРАН» (3, 5 лет) — производства ООО Араратский коньячный завод «А. К. З.»;
- «ГАРНИ» (3, 4, 5, 7, 10 лет) — производства ООО Араратский коньячный завод «А. К. З.»;
- «Грейт Велли» (3, 4, 5 и 6 лет), «Арахтан» (3,5 и 7 лет), «Карс», «Гавар», «Арменьяк», «Коллекционный» (18 лет), «Арин Берд» (25 лет) и «Царь Тигран» (выдержка 30 лет) — производства компании «Great Valley».
- «ЗАВЕТНАЯ ГОРА» премиальные марочные коньяки в уникальной бутылке с 3D моделью горы Арарат внутри бутылки. Производители : Араратский Абрикон и Ерасхский Винный Завод;
- «Легенда Армении» (3, 4, 5 лет), «Легенда Армении» марочный (6,7, 8,10, 20 лет) — производства Араратский коньячный завод «А. К. З.»;
- «Мане» (3, 5, 8 лет), «Арменуи» (10, 15 лет), «Царь Пап» (20, 25, 30 лет), «Шираз» (3, 5, 8 лет), «Чаренц» (10, 20, 30 лет), «Хент» (10, 20, 30 лет) — производства ООО «Прошянский коньячный завод»;
- «Ной Араспел» (3 и 5 лет), «Ной Классик» (7, 10, 15 и 20 лет), «Ной Властелин» (25 лет), «Ной Традиционный» (3, 5, 7 лет), «Ной Подарочный» (3, 4, 5, 6, 7 лет) — производства ЕКВВК «АРАРАТ»;
- «Саят Нова» (3, 4, 5 лет), «Саят Нова» марочный (6, 7 лет), «Саят Нова» премиум (10, 15, 20 лет) — производства ООО «Ереванский Коньячный Дом»;
- «САРГИС» (3,4,5 лет), «ГРАНД САРГИС» марочный (6,7,8,10 лет), «ГРАНД САРГИС» премиум (15, 20,25,30,40,50 лет) — производства Араратский коньячный завод «А. К. З.»;
- «Хайаси» (3, 5, 7, 10, 15, 20 лет), «Богемия», «Классик», «Элеганс», «Ренессанс» — производства Hayasy Group;
- «Иафет» (Japheth) (3,5,7 лет) — производства ООО «Интералко»;
- «Арабо» (ARABO) (3,4,5 лет) — производства ЗАО «VediAlco».

## Награды
- 20 сентября 2010 года армянский коньяк «Арарат» был удостоен серебряного приза EACA Euro Effies[9].
- 21 февраля 2011 года — армянские коньяки Great Valley триумфально выступили на авторитетном дегустационном конкурсе крупнейшей международной выставки «Продэкспо-2011»[10].

## Интересные факты
Встречаются сообщения о любви известных личностей к армянскому коньяку — например, Уинстона Черчилля, Агаты Кристи и Фрэнка Синатры, а также об историях, связанных с этим пристрастием, например: 
Известно, что Черчилль ежедневно выпивал бутылку 50-градусного коньяка «Двин». Однажды премьер обнаружил, что «Двин» утратил былой вкус. Он высказал своё недовольство Сталину. Оказалось, что мастер Маргар Седракян, который занимался купажом «Двина», сослан в Сибирь. Его вернули, восстановили в партии. Черчилль стал снова получать любимый «Двин», а Седракяну присвоили звание Героя Социалистического Труда. Так коньяк спас человеку жизнь.
Авторы книги «Armenian Food: Fact, Fiction & Folklore» сообщают, что не смогли обнаружить подтверждений этой легенды ни в биографиях или мемуарах Черчилля, ни в мемуарах Микояна. Согласно информации на сайте музея Черчилля, его любимой маркой бренди/коньяка была «Hine».

## Производители
- Ереванский коньячный завод
- Ереванский коньячно-винно-водочный комбинат «Арарат»
- Ереванский коньячный дом (ООО «Самкон»)
- Араратский винный завод
- Араратский коньячный завод (А.К.З.)
- Прошянский коньячный завод
- Винно-Коньячный Дом «Шахназарян»
- ЗАО «Веди Алко»
- Абовянский коньячный завод
- Авшарский винный завод
- ЗАО «Арташат-Винкон» (Арташатский винно-коньячный завод)
- ООО «Луйс Инвестментс» (Great Valley)
- ООО «Национал Алко»
- Арцах Бренди Компани
- Вединский винный завод
- Винный завод «Гиневан»
- Гепатский винно-коньячный завод
- Иджеванский винно-коньячный завод
- МАП (Октемберянский винно-коньячный завод)
- Мердзаванский коньячный завод
- ЗАО «Егварди Гину-Коньяки Горцаран» (Егвардский винно-коньячный завод)
- ОАО «Ереванский Шампайн Гининери Горцаран» (Ереванский завод шампанских вин)
- ООО «Аркон Трейд»
- ООО «Ереван Алко»
- ООО «Хайаси групп»
- ООО «Шаумян-Вин»
- Арегак (Даларский винно-коньячный завод)
- Рафаелов и Ко
- Winar Winery (Винный завод «Брест»)
- Армения Вайн
- Винно-коньячный завод «Тавинко»
- Винно-коньячный завод «Мргашен»
- Завод «Самкон»
- Винно-коньячный завод «Астафян»
- Масисский винно-коньячный комбинат «Сис Алко»
- Агатат-Голд (Тавушский винно-коньячный завод)
- Ерасхский винный завод
- Айгезардский винный завод
- Винно-коньячный завод Van 777
- Армен-Алко
- BH Brandy Company (завод Торук)
- Мрганушский винно-коньячный завод
- Гланж Алко
- Голдн Грейп Армас
- Винно-коньячный завод «АрмКо»
- Винно-коньячный завод «Шато-Арно»
- Эчмиадзинский винно-коньячно-водочный завод «СарКоп»
- Бюрег Алко
- Степанакертский коньячный завод
- Арцахский коньячный завод